# إدواردو غيريرو
إدواردو غيريرو (بالإسبانية: Eduardo Guerrero) هو مجدف أرجنتيني، ولد في 4 مارس 1928 في Salto, Buenos Aires ‏ في الأرجنتين، وتوفي في 17 أغسطس 2015 في بوينس آيرس في الأرجنتين بسبب ذات الرئة.

## وصلات خارجية
- إدواردو غيريرو على موقع الاتحاد الدولي للتجديف (الإنجليزية)
- إدواردو غيريرو على موقع اللجنة الأولمبية الدولية (الإنجليزية)
- إدواردو غيريرو على موقع أوليمبيديا (الإنجليزية)